# Tomáš Hübschman
Tomáš Hübschman (Praga, 4 settembre 1981) è un ex calciatore ceco, di ruolo difensore o centrocampista.

## Carriera

### Club

#### Esordi e Sparta Praga
Prima di giocare in Ucraina, Hübschman ha militato nello Sparta Praga. La squadra della capitale lo presta allo Jablonec per la stagione 2000-2001, in cui lui totalizza 29 presenze. Tornato dal prestito, aiuta la squadra sia nella Champions League 02-03 sia nella Champions League 03-04, e termina quella stagione con la vittoria della Coppa della Repubblica Ceca battendo il Football Club Baník Ostrava in finale.

#### Shakhtar Doneck
Dopo diversi e vittoriosi anni con la squadra della sua città, nel 2004 passa allo Shakhtar Doneck per € 3 milioni. Si inserisce nella squadra immediatamente, divenendo un cardine della difesa degli ucraini e vincendo due campionati nelle prime due stagioni.
L'8 marzo 2011 realizza un gol in Champions League nella vittoria per 3 a 0 contro la Roma.

#### Ritorno alla Jablonec
Nel luglio 2014 torna allo Jablonec. Il 5 aprile 2023 diventa il più anziano marcatore di sempre nella storia del campionato ceco, segnando una rete allo Slovacko all'età di 41 anni e 7 mesi. Il record viene poi superato pochi mesi dopo da Josef Jindřišek.
Il 18 giugno 2024 annuncia il suo ritiro dal calcio.

### Nazionale
Hübschman è stato protagonista della Nazionale ceca a tutti i livelli minori: è stato, infatti, capitano della sua nazionale ai Mondiali U-20 2001. Con la nazionale maggiore ha partecipato al campionato d'Europa 2004; ha giocato anche in alcune partite di qualificazione per il campionato del mondo 2006, ma non è stato convocato per disputare la fase finale in Germania.
L'8 giugno 2012 esordisce agli Europei nella partita contro la Russia (4-1) subentrando al 46' a Jan Rezek. Da quel momento gioca titolare tutte le rimanenti partite dell'europeo fino all'eliminazione con il Portogallo rivelandosi una pedina fondamentale per gli equilibri della sua nazionale.

## Statistiche

### Presenze e reti nei club
| Stagione            | Squadra             | Campionato          | Campionato | Campionato | Coppe nazionali | Coppe nazionali | Coppe nazionali | Coppe continentali | Coppe continentali | Coppe continentali | Altre coppe | Altre coppe | Altre coppe | Totale | Totale |
| Stagione            | Squadra             | Comp                | Pres       | Reti       | Comp            | Pres            | Reti            | Comp               | Pres               | Reti               | Comp        | Pres        | Reti        | Pres   | Reti   |
| ------------------- | ------------------- | ------------------- | ---------- | ---------- | --------------- | --------------- | --------------- | ------------------ | ------------------ | ------------------ | ----------- | ----------- | ----------- | ------ | ------ |
| 2000-2001           | Jablonec            | 1L                  | 29         | 0          | CC              | 0               | 0               | -                  | -                  | -                  | -           | -           | -           | 29     | 0      |
| 2001-2002           | Sparta Praga        | 1L                  | 27         | 0          | CC              | 0               | 0               | UCL                | 11                 | 0                  | -           | -           | -           | 38     | 0      |
| 2002-2003           | Sparta Praga        | 1L                  | 29         | 0          | CC              | 0               | 0               | UCL+CU             | 4+4                | 0                  | -           | -           | -           | 37     | 0      |
| 2003-2004           | Sparta Praga        | 1L                  | 25         | 0          | CC              | 1               | 0               | UCL                | 10                 | 0                  | -           | -           | -           | 36     | 0      |
| Totale Sparta Praga | Totale Sparta Praga | Totale Sparta Praga | 81         | 0          |                 | 1               | 0               |                    | 29                 | 0                  |             | -           | -           | 111    | 0      |
| 2004-2005           | Šachtar             | VL                  | 21         | 1          | KU              | 4               | 0               | UCL+CU             | 6+4                | 1+0                | SU          | 0           | 0           | 35     | 2      |
| 2005-2006           | Šachtar             | VL                  | 17         | 0          | KU              | 2               | 1               | UCL+CU             | 2+4                | 0                  | SU          | 1           | 0           | 26     | 1      |
| 2006-2007           | Šachtar             | VL                  | 17         | 0          | KU              | 3               | 0               | UCL+CU             | 6+1                | 0+1                | SU          | 1           | 0           | 28     | 1      |
| 2007-2008           | Šachtar             | VL                  | 20         | 0          | KU              | 6               | 1               | UCL                | 7                  | 0                  | SU          | 0           | 0           | 33     | 1      |
| 2008-2009           | Šachtar             | PL                  | 22         | 1          | KU              | 3               | 0               | UCL+CU             | 8+6                | 0+1                | SU          | 1           | 0           | 40     | 2      |
| 2009-2010           | Šachtar             | PL                  | 18         | 0          | KU              | 1               | 0               | UCL+UEL            | 2+8                | 0+1                | SU          | 1           | 0           | 30     | 1      |
| 2010-2011           | Šachtar             | PL                  | 14         | 0          | KU              | 5               | 0               | UCL                | 8                  | 0                  | SU          | 1           | 0           | 28     | 0      |
| 2011-2012           | Šachtar             | PL                  | 20         | 1          | KU              | 1               | 0               | UCL                | 6                  | 0                  | SU          | 1           | 0           | 28     | 1      |
| 2012-2013           | Šachtar             | PL                  | 9          | 0          | KU              | 3               | 0               | UCL                | 6                  | 0                  | SU          | 0           | 0           | 18     | 0      |
| 2013-2014           | Šachtar             | PL                  | 11         | 1          | KU              | 1               | 0               | UCL+UEL            | 4+1                | 0                  | SU          | 1           | 0           | 18     | 1      |
| Totale Šachtar      | Totale Šachtar      | Totale Šachtar      | 169        | 4          |                 | 29              | 2               |                    | 79                 | 4                  |             | 7           | 0           | 284    | 10     |
| 2014-2015           | Jablonec            | 1L                  | 28         | 0          | CC              | 5               | 0               | -                  | -                  | -                  | -           | -           | -           | 33     | 0      |
| 2015-2016           | Jablonec            | 1L                  | 25         | 0          | CC              | 6               | 0               | UEL                | 4                  | 0                  | -           | -           | -           | 35     | 0      |
| 2016-2017           | Jablonec            | 1L                  | 22         | 0          | CC              | 1               | 0               | -                  | -                  | -                  | -           | -           | -           | 23     | 0      |
| 2017-2018           | Jablonec            | 1L                  | 24         | 1          | CC              | 4               | 0               | -                  | -                  | -                  | -           | -           | -           | 28     | 1      |
| 2018-2019           | Jablonec            | 1L                  | 24+5       | 1          | CC              | 1               | 0               | UEL                | 6                  | 0                  | -           | -           | -           | 36     | 1      |
| 2019-2020           | Jablonec            | 1L                  | 21+4       | 0+1        | CC              | 1               | 0               | UEL                | 2                  | 0                  | -           | -           | -           | 28     | 1      |
| 2020-2021           | Jablonec            | 1L                  | 29         | 1          | CC              | 2               | 0               | UEL                | 1                  | 0                  | -           | -           | -           | 32     | 1      |
| 2021-2022           | Jablonec            | 1L                  | 20+5       | 1          | CC              | 3               | 0               | UEL+UECL           | 1+7                | 0                  | -           | -           | -           | 36     | 1      |
| 2022-2023           | Jablonec            | 1L                  | 20+5       | 1          | CC              | 0               | 0               | -                  | -                  | -                  | -           | -           | -           | 7      | 0      |
| 2023-2024           | Jablonec            | 1L                  | 19+5       | 0          | CC              | 4               | 0               | -                  | -                  | -                  | -           | -           | -           | 28     | 0      |
| Totale Jablonec     | Totale Jablonec     | Totale Jablonec     | 261+24     | 5+1        |                 | 27              | 0               |                    | 21                 | 0                  |             | -           | -           | 233    | 6      |
| Totale carriera     | Totale carriera     | Totale carriera     | 535        | 10         |                 | 57              | 2               |                    | 129                | 4                  |             | 7           | 0           | 728    | 16     |

### Cronologia presenze e reti in nazionale
| Cronologia completa delle presenze e delle reti in nazionale ― Rep. Ceca | Cronologia completa delle presenze e delle reti in nazionale ― Rep. Ceca | Cronologia completa delle presenze e delle reti in nazionale ― Rep. Ceca | Cronologia completa delle presenze e delle reti in nazionale ― Rep. Ceca | Cronologia completa delle presenze e delle reti in nazionale ― Rep. Ceca | Cronologia completa delle presenze e delle reti in nazionale ― Rep. Ceca | Cronologia completa delle presenze e delle reti in nazionale ― Rep. Ceca | Cronologia completa delle presenze e delle reti in nazionale ― Rep. Ceca |
| Data                                                                     | Città                                                                    | In casa                                                                  | Risultato                                                                | Ospiti                                                                   | Competizione                                                             | Reti                                                                     | Note                                                                     |
| ------------------------------------------------------------------------ | ------------------------------------------------------------------------ | ------------------------------------------------------------------------ | ------------------------------------------------------------------------ | ------------------------------------------------------------------------ | ------------------------------------------------------------------------ | ------------------------------------------------------------------------ | ------------------------------------------------------------------------ |
| 10-11-2001                                                               | Bruxelles                                                                | Belgio                                                                   | 1 – 0                                                                    | Rep. Ceca                                                                | Qual. Mondiali 2002                                                      | -                                                                        | 46’                                                                      |
| 14-11-2001                                                               | Praga                                                                    | Rep. Ceca                                                                | 0 – 1                                                                    | Belgio                                                                   | Qual. Mondiali 2002                                                      | -                                                                        |                                                                          |
| 12-2-2002                                                                | Larnaca                                                                  | Rep. Ceca                                                                | 2 – 0                                                                    | Ungheria                                                                 | Amichevole                                                               | -                                                                        | 40’                                                                      |
| 13-2-2002                                                                | Nicosia                                                                  | Cipro                                                                    | 3 – 4                                                                    | Rep. Ceca                                                                | Amichevole                                                               | -                                                                        | 46’                                                                      |
| 27-3-2002                                                                | Cardiff                                                                  | Galles                                                                   | 0 – 0                                                                    | Rep. Ceca                                                                | Amichevole                                                               | -                                                                        | 46’                                                                      |
| 17-4-2002                                                                | Giannina                                                                 | Grecia                                                                   | 0 – 0                                                                    | Rep. Ceca                                                                | Amichevole                                                               | -                                                                        | 46’                                                                      |
| 21-8-2002                                                                | Olomouc                                                                  | Rep. Ceca                                                                | 4 – 1                                                                    | Slovacchia                                                               | Amichevole                                                               | -                                                                        | 46’                                                                      |
| 20-11-2002                                                               | Teplice                                                                  | Rep. Ceca                                                                | 3 – 3                                                                    | Svezia                                                                   | Amichevole                                                               | -                                                                        | 74’                                                                      |
| 12-2-2003                                                                | Saint-Denis                                                              | Francia                                                                  | 0 – 2                                                                    | Rep. Ceca                                                                | Amichevole                                                               | -                                                                        | 77’                                                                      |
| 30-4-2003                                                                | Teplice                                                                  | Rep. Ceca                                                                | 4 – 0                                                                    | Turchia                                                                  | Amichevole                                                               | -                                                                        | 74’                                                                      |
| 6-9-2003                                                                 | Minsk                                                                    | Bielorussia                                                              | 1 – 3                                                                    | Rep. Ceca                                                                | Qual. Euro 2004                                                          | -                                                                        | 66’                                                                      |
| 10-9-2003                                                                | Praga                                                                    | Rep. Ceca                                                                | 3 – 1                                                                    | Paesi Bassi                                                              | Qual. Euro 2004                                                          | -                                                                        | 25’                                                                      |
| 18-2-2004                                                                | Palermo                                                                  | Italia                                                                   | 2 – 2                                                                    | Rep. Ceca                                                                | Amichevole                                                               | -                                                                        | 56’                                                                      |
| 6-6-2004                                                                 | Teplice                                                                  | Rep. Ceca                                                                | 2 – 2                                                                    | Estonia                                                                  | Amichevole                                                               | -                                                                        | 46’                                                                      |
| 23-6-2004                                                                | Amadora                                                                  | Germania                                                                 | 1 – 2                                                                    | Rep. Ceca                                                                | Euro 2004 - 1º turno                                                     | -                                                                        | 46’                                                                      |
| 18-8-2004                                                                | Praga                                                                    | Rep. Ceca                                                                | 0 – 0                                                                    | Grecia                                                                   | Amichevole                                                               | -                                                                        | 73’                                                                      |
| 8-9-2004                                                                 | Amsterdam                                                                | Paesi Bassi                                                              | 2 – 0                                                                    | Rep. Ceca                                                                | Qual. Mondiali 2006                                                      | -                                                                        | 62’                                                                      |
| 9-2-2005                                                                 | Celje                                                                    | Slovenia                                                                 | 0 – 3                                                                    | Rep. Ceca                                                                | Amichevole                                                               | -                                                                        | 46’                                                                      |
| 8-6-2005                                                                 | Teplice                                                                  | Rep. Ceca                                                                | 6 – 1                                                                    | Macedonia                                                                | Qual. Mondiali 2006                                                      | -                                                                        |                                                                          |
| 17-8-2005                                                                | Goteborg                                                                 | Svezia                                                                   | 2 – 1                                                                    | Rep. Ceca                                                                | Amichevole                                                               | -                                                                        | 46’                                                                      |
| 5-6-2009                                                                 | Teplice                                                                  | Rep. Ceca                                                                | 1 – 0                                                                    | Malta                                                                    | Amichevole                                                               | -                                                                        | cap.                                                                     |
| 5-9-2009                                                                 | Bratislava                                                               | Slovacchia                                                               | 2 – 2                                                                    | Rep. Ceca                                                                | Qual. Mondiali 2010                                                      | -                                                                        |                                                                          |
| 9-9-2009                                                                 | Uherské Hradiště                                                         | Rep. Ceca                                                                | 7 – 0                                                                    | San Marino                                                               | Qual. Mondiali 2010                                                      | -                                                                        |                                                                          |
| 10-10-2009                                                               | Praga                                                                    | Rep. Ceca                                                                | 2 – 0                                                                    | Polonia                                                                  | Qual. Mondiali 2010                                                      | -                                                                        |                                                                          |
| 14-10-2009                                                               | Praga                                                                    | Rep. Ceca                                                                | 0 – 0                                                                    | Irlanda del Nord                                                         | Qual. Mondiali 2010                                                      | -                                                                        |                                                                          |
| 3-3-2010                                                                 | Glasgow                                                                  | Scozia                                                                   | 1 – 0                                                                    | Rep. Ceca                                                                | Amichevole                                                               | -                                                                        | 79’                                                                      |
| 22-5-2010                                                                | Harrison                                                                 | Turchia                                                                  | 2 – 1                                                                    | Rep. Ceca                                                                | Amichevole                                                               | -                                                                        |                                                                          |
| 25-5-2010                                                                | Hartford                                                                 | Stati Uniti                                                              | 2 – 4                                                                    | Rep. Ceca                                                                | Amichevole                                                               | -                                                                        |                                                                          |
| 11-8-2010                                                                | Liberec                                                                  | Rep. Ceca                                                                | 4 – 1                                                                    | Lettonia                                                                 | Amichevole                                                               | -                                                                        | 58’                                                                      |
| 7-9-2010                                                                 | Olomouc                                                                  | Rep. Ceca                                                                | 0 – 1                                                                    | Lituania                                                                 | Qual. Euro 2012                                                          | -                                                                        |                                                                          |
| 8-10-2010                                                                | Praga                                                                    | Rep. Ceca                                                                | 1 – 0                                                                    | Scozia                                                                   | Qual. Euro 2012                                                          | -                                                                        | 33’                                                                      |
| 12-10-2010                                                               | Vaduz                                                                    | Liechtenstein                                                            | 0 – 2                                                                    | Rep. Ceca                                                                | Qual. Euro 2012                                                          | -                                                                        |                                                                          |
| 17-11-2010                                                               | Aarhus                                                                   | Danimarca                                                                | 0 – 0                                                                    | Rep. Ceca                                                                | Qual. Euro 2012                                                          | -                                                                        |                                                                          |
| 9-2-2011                                                                 | Pola                                                                     | Croazia                                                                  | 4 – 2                                                                    | Rep. Ceca                                                                | Amichevole                                                               | -                                                                        |                                                                          |
| 25-3-2011                                                                | Granada                                                                  | Spagna                                                                   | 2 – 1                                                                    | Rep. Ceca                                                                | Qual. Euro 2012                                                          | -                                                                        |                                                                          |
| 29-3-2011                                                                | Ceske Budejovice                                                         | Rep. Ceca                                                                | 2 – 0                                                                    | Liechtenstein                                                            | Qual. Euro 2012                                                          | -                                                                        |                                                                          |
| 10-8-2011                                                                | Oslo                                                                     | Norvegia                                                                 | 3 – 0                                                                    | Rep. Ceca                                                                | Amichevole                                                               | -                                                                        | 60’                                                                      |
| 3-9-2011                                                                 | Glasgow                                                                  | Scozia                                                                   | 2 – 2                                                                    | Rep. Ceca                                                                | Qual. Euro 2012                                                          | -                                                                        |                                                                          |
| 6-9-2011                                                                 | Praga                                                                    | Rep. Ceca                                                                | 4 – 0                                                                    | Ucraina                                                                  | Qual. Euro 2012                                                          | -                                                                        |                                                                          |
| 7-10-2011                                                                | Praga                                                                    | Rep. Ceca                                                                | 0 – 2                                                                    | Spagna                                                                   | Qual. Euro 2012                                                          | -                                                                        | 70’                                                                      |
| 29-2-2012                                                                | Dublino                                                                  | Irlanda                                                                  | 1 – 1                                                                    | Rep. Ceca                                                                | Amichevole                                                               | -                                                                        | 46’                                                                      |
| 26-5-2012                                                                | Graz                                                                     | Rep. Ceca                                                                | 2 – 1                                                                    | Israele                                                                  | Amichevole                                                               | -                                                                        |                                                                          |
| 1-6-2012                                                                 | Praga                                                                    | Rep. Ceca                                                                | 1 – 2                                                                    | Ungheria                                                                 | Amichevole                                                               | -                                                                        | 79’                                                                      |
| 8-6-2012                                                                 | Breslavia                                                                | Russia                                                                   | 4 – 1                                                                    | Rep. Ceca                                                                | Euro 2012 - 1º turno                                                     | -                                                                        | 46’                                                                      |
| 12-6-2012                                                                | Breslavia                                                                | Grecia                                                                   | 1 – 2                                                                    | Rep. Ceca                                                                | Euro 2012 - 1º turno                                                     | -                                                                        |                                                                          |
| 16-6-2012                                                                | Breslavia                                                                | Rep. Ceca                                                                | 1 – 0                                                                    | Polonia                                                                  | Euro 2012 - 1º turno                                                     | -                                                                        |                                                                          |
| 21-6-2012                                                                | Varsavia                                                                 | Rep. Ceca                                                                | 0 – 1                                                                    | Portogallo                                                               | Euro 2012 - Quarti di finale                                             | -                                                                        | 86’                                                                      |
| 15-8-2012                                                                | Leopoli                                                                  | Ucraina                                                                  | 0 – 0                                                                    | Rep. Ceca                                                                | Amichevole                                                               | -                                                                        |                                                                          |
| 8-9-2012                                                                 | Copenaghen                                                               | Danimarca                                                                | 0 – 0                                                                    | Rep. Ceca                                                                | Qual. Mondiali 2014                                                      | -                                                                        |                                                                          |
| 11-9-2012                                                                | Teplice                                                                  | Rep. Ceca                                                                | 0 – 1                                                                    | Finlandia                                                                | Amichevole                                                               | -                                                                        | 17’ 83’                                                                  |
| 12-10-2012                                                               | Plzeň                                                                    | Rep. Ceca                                                                | 3 – 1                                                                    | Malta                                                                    | Qual. Mondiali 2014                                                      | -                                                                        |                                                                          |
| 16-10-2012                                                               | Praga                                                                    | Rep. Ceca                                                                | 0 – 0                                                                    | Bulgaria                                                                 | Qual. Mondiali 2014                                                      | -                                                                        |                                                                          |
| 26-3-2013                                                                | Erevan                                                                   | Armenia                                                                  | 0 – 3                                                                    | Rep. Ceca                                                                | Qual. Mondiali 2014                                                      | -                                                                        |                                                                          |
| 7-6-2013                                                                 | Praga                                                                    | Rep. Ceca                                                                | 0 – 0                                                                    | Italia                                                                   | Qual. Mondiali 2014                                                      | -                                                                        |                                                                          |
| 11-10-2013                                                               | Ta' Qali                                                                 | Malta                                                                    | 1 – 4                                                                    | Rep. Ceca                                                                | Qual. Mondiali 2014                                                      | 1                                                                        |                                                                          |
| 15-10-2013                                                               | Sofia                                                                    | Bulgaria                                                                 | 0 – 1                                                                    | Rep. Ceca                                                                | Qual. Mondiali 2014                                                      | -                                                                        |                                                                          |
| 15-11-2013                                                               | Olomouc                                                                  | Rep. Ceca                                                                | 2 – 0                                                                    | Canada                                                                   | Amichevole                                                               | -                                                                        |                                                                          |
| 5-3-2014                                                                 | Praga                                                                    | Rep. Ceca                                                                | 2 – 2                                                                    | Norvegia                                                                 | Amichevole                                                               | -                                                                        |                                                                          |
| Totale                                                                   |                                                                          | Presenze                                                                 | 58                                                                       |                                                                          | Reti                                                                     | 1                                                                        |                                                                          |

## Palmarès

### Club

#### Competizioni nazionali
- Campionato ceco: 2

Sparta Praga: 2000-2001, 2002-2003
- Campionato ucraino: 8

Shakhtar: 2004-2005, 2005-2006, 2007-2008, 2009-2010, 2010-2011, 2011-2012, 2012-2013, 2013-2014
- Coppa d'Ucraina: 4

Shakhtar: 2007-2008, 2010-2011, 2011-2012, 2012-2013
- Supercoppa d'Ucraina: 5

Shakhtar: 2005, 2008, 2010, 2012, 2013

#### Competizioni internazionali
- Coppa UEFA: 1

Shakhtar: 2008-2009

### Nazionale
- Campionato d'Europa Under-21: 1

Svizzera 2002

### Individuale
- Talento ceco dell'anno: 1

2002